# Will Grigg
William Donald Grigg, född 3 juli 1991 i Solihull, är en engelskfödd nordirländsk fotbollsspelare som spelar för Chesterfield. Han har även spelat för Nordirlands landslag.

## Klubbkarriär
Grigg anslöt till Birmingham City vid sju års ålder och utvecklades genom klubbens ungdomslag, men bröt benet vid 15 års ålder. Efter att han släppts av Birmingham 2007 började Grigg studera vid Solihull College anslöt till Solihull Moors juniorlag.
Efter att ha spelat för Midland Football Alliance-klubben Stratford Town sedan 2007 tecknade Grigg ett stipendium med League One-klubben Walsall sommaren 2008. Han gjorde sin ligadebut den 20 december 2008 efter att ha blivit inbytt i 89:e minuten i en 0-0-match mot Cheltenham Town.
Den 1 juli 2013 tecknade Grigg ett treårskontrakt med Brentford i League One. Eftersom Grigg var under 24 år vid tidpunkten för överlåtelsen gick affären till en Football League-tribunal och Brentford erlades att betala 325 000 pund plus tillägg. I juli 2014 hade avgiften stigit till 405 000 pund.
Den 18 juli 2014 meddelades det att Grigg hade gått till Milton Keynes Dons från Brentford på ett säsongslångt lån. Tränaren Karl Robinson uppgav att Grigg är "en målskytt på den här nivån och landslagsspelare för Nordirland. Han har kvalitéerna att komma in och göra det bra".
Den 14 juli 2015 anslöt Grigg till den nyligen nedflyttade League One-klubben Wigan Athletic på ett treårskontrakt för en rapporterad övergångssumma på "omkring en miljon pund". Den 31 januari 2019 värvades Grigg av Sunderland. Den 1 februari 2021 lånades Grigg ut till Milton Keynes Dons på ett låneavtal över resten av säsongen 2020/2021. Den 31 augusti 2021 lånades Grigg ut till Rotherham United på ett låneavtal över säsongen 2021/2022.
Den 14 juli 2022 värvades Grigg av Milton Keynes Dons, där han tidigare tillbringat två sejourer på lån.

## Landslagskarriär
Grigg gjorde sin landslagsdebut för Nordirland i en 6-0-förlust mot Nederländerna den 2 juni 2012. Den 28 maj 2016 togs Grigg ut i Nordirlands slutliga 23-mannatrupp till fotbolls-EM 2016.

## "Will Grigg's on Fire"
I maj 2016 lade en Wigan Athletic-supporter upp en video på YouTube med titeln "Will Grigg s on fire", som innehöll en sång skriven som en hyllning till den senaste tidens målgörande av Grigg med refrängen "Will Grigg's on fire, your defence is terrified". Låten sjungs till melodin från Freed from Desire av Gala. Sedan filmen lades upp har låten blivit en populär fotbollsramsa och uppmärksammats nationellt.
Den 31 maj 2016 släppte electro-duon Blonde en version av låten som hamnade på topplistor och iTunes topp 10.